# Magnetiskt kvanttal
Magnetiskt kvanttal betecknas oftast som ml. Detta kvanttal bestämmer egenvärdet till rörelsemängdsmomentsoperatorns z-komponent då operatorn verkar på en vågfunktion för exempelvis en väteatom.
{\displaystyle {\hat {J}}_{z}|\psi \rangle =m\hbar |\psi \rangle }{\textstyle {\hat {J}}_{z}} är rörelemängdsmomentoperatorns z-komponent. {\textstyle \psi } betecknar en vågfunktion och {\displaystyle \hbar } är Plancks reducerade konstant.